# Бира
Бирата, наричана също пиво, е най-старата и най-консумираната алкохолна напитка в света и третата най-популярна напитка изобщо след водата и чая. Произвежда се чрез варене и ферментация на нишесте, получено главно от зърнено-житни култури – най-вече малцов ечемик, но се използват и пшеница, ръж, царевица, ориз, овес, сорго, лимец. Ферментацията става с помощта на мая. Бирата се ароматизира с хмел, който придава горчивина и действа като природен консервант. Също така може да се добавят и други аромати посредством билки и плодове. Мястото, където се произвежда бирата, се нарича пивоварна. Бирата се продава най-често в стъклени бутилки и метални кутии, а също така в пластмасови бутилки, кегове и бурета.
Според начина на ферментация бирата най-общо се дели на ейл, лагер и ламбик. Обикновено алкохолното съдържание на бирата е между 4 и 6%, макар че съществуват и по-високо алкохолни бири, както и безалкохолни. Бирата е популярна по цял свят, като в много страни ежегодно се провеждат фестивали на бирата. Един от най-известните е германският фестивал Октоберфест.

## История
Бирата е една от първите специално приготвяни напитки в историята и вероятно се появява в средата на 10 хилядолетие пр.н.е., когато започва отглеждането на зърнени култури, а първите писмени свидетелства са от следващото хилядолетие в Древен Египет и Месопотамия. Първите преки химически свидетелства за наличие на бира датират от средата на 4 хилядолетие пр.н.е. и са открити при разкопките на Годин тепе в Иран. Някои археолози дори търсят връзка между появата на бирата и самата възможност за възникване на цивилизация.
Тъй като почти всеки материал, съдържащ въглехидрати, главно захар или нишесте, може да премине през естествен процес на ферментация, вероятно напитки, подобни на бирата, са приготвяни от много култури по целия свят. Ранните шумерски текстове съдържат препратки към бирата, а химнът, посветен на шумерската богиня Нинкаси, служи едновременно за молитва и като метод за запомняне на рецептата за производство на бира, която по този начин предавана от поколение на поколение. През 6 хилядолетие пр.н.е. в Китай се произвежда оризова бира. В табличките от Ебла, писани в средата на 3 хилядолетие пр.н.е. в Сирия, се изброяват различни видове бира, произвеждани в града, включително един, който носи неговото име. През 3 хилядолетие пр.н.е. бирата вече е широко разпространена и в Европа.
Ранните видове бира, макар и да се произвеждат по сходен начин, силно се различават по своите качества от масовите съвременни бири. Често те съдържат различни добавки, като плодове, мед, подправки и дори билки с наркотично действие. Хмелът, основен компонент на съвременната бира, започва да се използва сравнително късно, като е споменат за пръв път в Европа от един каролингски абат около 822 година и отново от Хилдегард от Бинген през 1067 година. Хмелът става все по-популярен и през 1516 година в Бавария е приет закон, според който бирата може да съдържа само вода, хмел и ечемичен малц.
Традиционно бирата се произвежда главно в домашни условия. През 7 век в Европа някои манастири започват да произвеждат бира с цел продажба, а по-късно и в градовете се появяват специализирани занаятчии-пивовари. През 19 век Индустриалната революция променя изцяло производството на бира, като занаятчийските методи са изоставени, а домашното производство почти изчезва до края на века. Използването на хидрометрите и термометрите също променя пивоварната технология, давайки възможност за по-добър контрол върху процеса и за по-устойчиви резултати. Изчезването на домашното пивоварство до голяма степен се дължи и на данъчното облагане и задължителните регулации в сектора. Известно облекчаване на законовите изисквания, например във Великобритания през 1963, Австралия през 1972 и Съединените щати през 1979 година, дава възможност домашното пивоварство да се възроди като популярно хоби.
Днес производството на бира е важен клон на промишлеността в световен мащаб, включващ няколко големи международни компании и хиляди по-малки производители – от бирарии, сервиращи собствена продукция, до предприятия с регионално значение. През 2006 година производството на бира в света е над 133 милиарда литра на стойност 284,5 милиарда долара.

## Свойства

### Състав
Химическият състав на бирата включва 90 процента вода, 4,5 процента алкохол, 4 процента въглехидрати, азотни съединения, белтъци и свободни аминокиселини, витамини от група „В“, минерални вещества, калий, калций, фосфор и фитоестрогени, въглероден двуокис. В бирата няма мазнини.

### Цвят
Цветът на готовата бира зависи в най-голяма степен от наличието на тъмен малц в началната суровина, а когато е използван тъмен малц – от количеството и степента на неговото изпичане.
Диапазонът от цветове при различните видове бира е безкрайно голям. Първата система за определяне на цвета на бирата е изобретена от английския пивовар Джоузеф Уилямс Лавбонд през 1883 г. Цветността на бирата се определяла, като цветът ѝ се сравнявал с цветни стъкла и се определял в т.нар. цветни градуси на Лавбонд. С течение на времето системата на Лавбонд е призната за несъвършена, тъй като основна роля при определянето на цвета имало зрението на конкретния човек. В средата на XX век е изобретен спектрофотометърът. През 1950 г. Американското дружество на химиците от пивоварната промишленост (ASBC) въвежда еталонен табличен метод (SRM) за определяне на цветността на бирата. По същото време европейските пивовари разработват за същите цели т.н. Европейска пивоварна конвенция (EBC). Първоначално за определяне на цвета европейските пивовари използват зрителното сравнение. 25 години по-късно те също започват да използват спектрофотометър, но по различен начин от американците.
| SRM/ Lovibond | Стил бира                                       | Цвят | EBC |
| ------------- | ----------------------------------------------- | ---- | --- |
| 2             | Светъл лагер, Уит бира, Пилзнер, Берлинер Вайс  |      | 4   |
| 3             | Майбок, Блонд ейл                               |      | 6   |
| 4             | Вайс бира                                       |      | 8   |
| 6             | Американски пейл ейл, Индийски пейл ейл         |      | 12  |
| 8             | Вайс бира, Сезон бира                           |      | 16  |
| 10            | Английски битър, Екстра специален битър         |      | 20  |
| 13            | Бира дьо Гард, Двоен индийски пейл ейл          |      | 26  |
| 17            | Тъмен лагер, Виенски лагер, Мерцен, Амбър ейл   |      | 33  |
| 20            | Кафяв ейл, Бок бира, Мюнхнер Дункел, Дункелвайс |      | 39  |
| 24            | Сух стаут, Допелбок, Портър                     |      | 47  |
| 29            | Стаут                                           |      | 57  |
| 35            | Форин екстра стаут, Балтийски портър            |      | 69  |
| 40+           | Имперски стаут                                  |      | 79  |

### Прозрачност
Прозрачността на бирата зависи от своя страна от вида (стила) на бирата и процеса на филтрация. Бирата остава непрозрачна и дори мътна поради наличието на механични примеси. Те са от фини невидими частици до видими части от ечемичени или житни зърна (от малца) и парченца листа от хмел. Типични мътни нефилтрирани бири са германската вайс бира, белгийската уит бира, както и т.н. жива бира.

### Алкохолно съдържание
Алкохолното съдържание е важна характеристика на всяка бира. Алкохолно съдържание подсказва колко силна е пивото или процентното съдържание на алкохол в него. То може да се разбере по посочения на етикета обемен процент алкохол. Например, ако е отбелязано 5% на една бутилка от 0,500 л., това означава, че тя съдържа 25 мл. чист алкохол.
По-рано алкохолното съдържание е изчислявано по най-различни методи. В наши дни в повечето страни по света са приели система за определяне на алкохолното съдържание чрез процент от обема (Alcohol by Volume – ABV), който метод се основава на измерването на количеството алкохол в готовата бира. Единствената голяма държава, която не ползва тази система, е САЩ: там е приета система за определяне на алкохолното съдържание чрез процент от теглото (Alcohol by Weight – ABW). Доколкото етиловият алкохол е по-лек от водата, показателят ABW показва резултат приблизително с 25% по-нисък от показателя ABV, т.е. бира с ABV 4% ще има в САЩ означение за алкохолно съдържание около 3,2%. Означения за алкохолно съдържание почти не се срещат върху етикетите на американската бира, макар че през 1995 г. Върховният съд позволява на пивоварите при желание да указват на своята продукция процента алкохолно съдържание.

### Екстрактно съдържание
Екстрактното съдържание (плътността) е важен технологичен показател на бирата, изразяващ се с процентното съдържание на разтворими вещества (твърди вещества от изходната смес – малц, хмел и др.). Екстрактът на бирата може да е неферментируем – този, който не може да ферментира и съответно остава в готовата бира, и ферментируем – тази част от него, която може да бъде ферментиран от пивните дрожди.
Действителното екстрактно съдържание се отбелязва обикновено на етикета на бутилката и той е около 10 – 12%. Съдържанието на алкохол се намира в пряка зависимост от плътността на бирата. Бира с малко съдържание на алкохол има плътност до 5%, със средно – до 12%, а силната бира е с плътност над 14%. Например, традиционната бира с 5 об. % алкохол се получава при действителен екстракт не по-малко от 12%. Ако бирата е с ниско екстрактно съдържание и високо съдържание на алкохол, по всяка вероятност в нея е добавен спирт.
Във Великобритания бирата се облагала с данъци в зависимост от началната плътност на неферментиралата пивна мъст. Под плътност според английската система се разбира плътността на пивната мъст по отношение плътността на водата, като плътността на последната се приема за 1000. В останалите европейски страни се използва скалата на Балинг или както е по-известна скалата на Плато. Скалата на Плато е разработена през 1843 г. от чешкия учен Карл Балинг и е усъвършенствана през 1900 г. от германския химик Фриц Плато. Градус на Плато (Балинг) е тегловия процент на екстракта, измерен в грамове, съдържащ се в 100 g начален разтвор. По правило екстрактното съдържание се указва върху етикетите на бутилираната бира заедно с процента алкохол. За обозначаване на градусите на Плато се използва съкращението „° P“.
Във Великобритания началната плътност, в зависимост от сорта, варира от 1020 до 1160 единици. За да се получи плътността в градуси по системата, приета в Европа, от посочената цифра по английската система се изваждат хиляда единици и остатъка се дели на четири. Т.е. бира с плътност 1045 по английската система ще съответства на бира с екстрактно съдържание 11% по европейската система.

### Горчивина
Бирата се характеризира с определена горчивина. Тя е сложно органолептично свойство и основен компонент на нейната вкусова характеристика. Формира се от няколко фактора: съдържание на неспецифични хмелови вещества, главно изохумулони (горчиви киселини); съдържание на дъбилни вещества от хмела, както и от ечемичените и немалцувани житни зърна; органични естери; минерални вещества, главно магнезиеви соли. Горчивите киселини са основни горчиви компоненти на хмела, чиито продукти на окисление, изомеризация, разлагане и кондензация в процеса на охмеляване на сладката пивна мъст, ферментация, карбонизация и. др. формират характерната горчивина на пивото. Делят се на две основни групи алфа-горчиви киселини и бета-горчиви киселини. Определянето на горчивите вещества (най-вече изо-а-киселините) става чрез екстрахирането им от подкислена бира с изо-октан и измерване на абсорбцията на октановия слой при 275 nm. Методът се прилага за всички видове филтрирано пиво. Мътните пива се филтруват или центрофугират. Горчивината се изчислява в т.нар. горчиви единици (IBU), закръглени до най-близкото цяло число. Изчисляват се за всички видове бира по формулата: IBU = 50. А275, където А275 е абсорбцията при дължина на вълната 275 nm.
Горчивината се изчислява по т.нар. Международна скала за горчивина (International Bitterness Units – IBU). Понякога я обозначават и като Европейска скала за горчивина (European Bitterness Units – EBU), като IBU се използва вече и в Северна Америка. Показателят IBU не дава никаква представа за аромата или вкуса на хмела, които се оценяват при съпоставка със съдържащия се в пивото алкохол и използвания малц. IBU на лекия американски лагер (lite) може да бъде около 10 единици, докато при чешкия пилзнер може да достига до 40 единици. Английският майлд ейл има показател IBU 20, индийският пейл ейл – 40 или повече, ирландският стаут – от 55 до 60, ечемиченото вино (барли уайн) – 65.

### Карбонизация
Карбонизация или газираност е степента на насищане на бирата с въглероден диоксид. Карбонизацията влияе на вкусовите качества на бирата, както и на пенливостта и пеноустойчивотта, и е различна при различните стилове бира. Тя може да се постигне изкуствено или по естествен път – обикновено чрез влагане в бирата на естествени ингредиенти – напр. захар или глюкоза.

### Биологичен ефект
Основната активна съставка на бирата е алкохолът, така че здравните ефекти от алкохола по принцип се отнасят и за бирата. Умерената употреба на алкохол, включително бира, намалява риска от сърдечни заболявания, като сърдечен удар или инфаркт. Въпреки това обаче злоупотребата с алкохол може да доведе до различни заболявания като алкохолизъм и цироза.
Бирената мая е известна като богат източник на магнезий, селен, калий, фосфор, биотин и витамини от група B. Поради тази причина понякога бирата е наричана „течен хляб“.
През 2005 година изследване на японски учени открива, че нискоалкохолната бира има силно противораково въздействие. Друго изследване потвърждава благоприятното въздействие върху сърдечната система.

## Технология

### Изходни материали
Основните съставки, от които се произвежда бирата, са вода, източник на нишесте (обикновено ечемичен малц), което да се преобразува в етилов алкохол, пивни дрожди, които осъществяват ферментацията, и овкусители (обикновено хмел).
Вода
В количествено отношение основният компонент на бирата е водата. Минералите, разтворени в питейната вода, варират значително в различните региони, което в миналото е довело до тяхното специализиране в производството на определени видове бира. Така твърдата вода в Дъблин е подходяща за приготвянето на стаут, като Гинес, а меката вода в Пилзен – на светъл лагер, като Пилзнер Урквел.
Малц
Малцът като източник на нишесте дава изходния материал за ферментацията и играе ключова роля за силата и вкуса на бирата. Най-често използваният източник на нишесте е зърненият малц. Той се приготвя, като зърното се потапя във вода, докато започне да покълва, след което се изсушава в пещ. Така подготвения малц съдържа ензими, които по време на производствения процес преобразуват нишестето в годни за ферментация захари. Различното време и температура на сушене могат да доведат до различен цвят на малца при еднакво изходно зърно. С по-тъмния малц се произвеждат по-тъмни бири.
Почти всички съвременни бири използват като основен източник на нишесте малц, приготвен от ечемик. Причина за това е неговите влакнести люспи, която играе важна роля не само при промиването на майшувания малц, но е и богат източник на амилаза, храносмилателен ензим, който улеснява преобразуването на нишестето в захари. В по-редки случаи се използват и други видове малцовани или немалцовани зърнени култури, като пшеница, ориз, овес и ръж, много рядко царевица, сорго, просо, маниока или агаве. В последните години соргото се използва за производството на бира, предназначена за хора, които не могат да консумират глутен.
При някои бири се използва смес от различни източници на нишесте. Обикновено ечемиченият малц е основната съставка, а към него се добавя по-малко количество по-евтини компоненти, като царевица, ориз или дори захар.
Хмел
Днес в почти всички бири се влага известно количество хмел, което е и основното стопанско приложение на това растение.
Хмелът притежава няколко важни за бирата свойства. Той придава на напитката горчивина, която балансира сладостта на малца, както и цветни, цитрусови и билкови аромати и вкусове. Хмелът има и антибиотичен ефект, който благоприятства развитието на пивните дрожди за сметка на останалите микроорганизми. При готовата бира той удължава времето, през което се задържа пяната, а с киселинността си действа като консервант.
Преди налагането на хмела като основен овкусител на бирата, което протича между 13 и 16 век, за тази цел се използват други растения, като самобайка или пелин, както и по-сложни съчетания от билки и плодове. И в наши дни някои специални бири (Сахти)продължават да използват овкусители, различни от хмел.
Пивни дрожди
Пивните дрожди са микроорганизми, най-често гъби, които извършват ферментацията на бирата. Те метаболизират захарите, получени от нишестето, и отделят етилов алкохол и въглероден диоксид, като по този начин преобразуват пивната мъст в бира. Освен основната си роля във ферментацията, дрождите оказват влияние и върху свойствата на самата бира. Двата най-широко използвани вида дрожди са Saccharomyces cerevisiae, при които ферментацията протича на повърхността на пивната мъст, и Saccharomyces carlsbergensis и Saccharomyces uvarum, при които ферментацията протича на дъното на ферментационния съд, така наречената горна и долна ферментация. Примери за по-рядко използвани видове дрожди са Brettanomyces bruxellensis, участващи във ферментацията на белгийския ламбик, и Torulaspora delbrueckii, с помощта на които ферментира баварската вайс бира.
В миналото бирата е ферментирала с помощта на свободно срещащи се в природата диви дрожди. В наши дни повечето дрожди са специално култивирани за тази цел, с изключение на дивите Brettanomyces bruxellensis, които участват при ферментацията на бирите ламбик.

### Производствен процес
Основата на пивоварния процес е преобразуването на нишестето от изходния материал в захарен разтвор, наричан пивна мъст, който от своя страна се превръща в алкохолната напитка бира чрез ферментация, извършвана от пивните дрожди.
Първият етап, при който се подготвя мъстта чрез смесване на малца с топла вода, се нарича майшуване. Майшуването отнема около 1 – 2 часа, за които нишестето се превръща в захари, след което пивната мъст се отделя от малца. След отцеждането малцът се промива допълнително, за да се извлече от него колкото може повече ферментируема течност. При многократно промиване всеки следващ етап води до по-слаба мъст и оттам до по-слаба бира. Повечето съвременни пивоварни използват непрекъснат процес и събират едновременно изходната мъст и водата от промиването.
След филтрирането на пивната мъст тя се поставя в специален съд и се вари, обикновено около 1 час. В процеса на варене част от водата в мъстта се изпарява, но захарите и други по-нелетливи компоненти остават в сместа. Варенето също унищожава остатъчните ензими, запазили се след етапа на майшуване. По време на варенето към сместа се добавя хмел, който ѝ придава горчивина, вкус и аромат. Това може да стане в различни етапи на варенето, включително повече от веднъж. Колкото по-дълго се вари хмелът, толкова повече горчивина придава, но и толкова по-малко вкус и аромат остава в бирата.
След варенето пивната мъст се охлажда и се подготвя за ферментацията. В някои пивоварни тя престоява известно време в съд с хмел, който усилва хмелния вкус и действа като филтър. След това мъстта се премества във ферментационен апарат, където към нея се добавят пивните дрожди. В процеса на ферментация мъстта се превръща в бира, като това отнема от седмица до месеци, в зависимост от вида на дрождите и силата на бирата. Освен че захарите се преобразуват в етанол, при този процес фините частици в мъстта се утаяват на дъното на съда. След приключването на ферментацията дрождите също се утаяват, оставяйки бирата бистра. Понякога ферментацията се извършва на два отделни етапа, първичен и вторичен. След като при първичната ферментация се образува по-голямата част от алкохола, бирата се премества в нов съд, където протича вторична ферментация. Това се прави, когато бирата трябва да се съхранява по-дълго или се търси по-голяма бистрота.

## Опаковки
След края на ферментацията, бирата се разлива, най-често в стъклени или пластмасови (ПЕТ) бутилки, алуминиеви кенове, кегове и бъчви.
През последните десетилетия нараства използването на пластмасовми ПЕТ бутилки и кенове. Те са по-евтини за производителите, тъй като са опаковки за еднократна употреба, но замърсяват околната среда, и могат да бъдат дори опасни за здравето. PET пластмасата (polietilen tereftalat – материал, от който най-често са направени бутилките) съдържа химикали, които, когато бутилките са изложени на високи температури или когато бирата се съхранява в PET пластмаси за по-дълги периоди от време, могат да се отделят в бирата. Неслучайно срока на годност на една и съща бира в стъклена бутилка и в ПЕТ бутилка се различават значително. Отделно от това пивоварните по правило наливат най-лошокачественото си пиво именно в ПЕТ бутилки.
Бирата в кенове придобива специфичен метален привкус. Това се дължи на емайла с който се покрива вътрешната повърхност на кеновете. Освен това, за да се увеличи срока на годност на бирата, в кеновете добавят различни стабилизатори и консерванти. Кеновете се характерни най-вече за Америка и развиващите се страни.
Кеговете нямат нищо общо с кеновете. Кеговете се правят от неръждаема стомана с хром-никелово покритие, която значително удължава срока на съхранение на бирата и гарантира биологическата безопасност на бирата. И най-вече, кеговете нямат отвътре емайлно покритие, което може да се разтвори в бирата и да развали вкуса и.
Проведено през 2010 година проучване показва, че преобладаващото мнозинство /88%/ от европейските потребители предпочитат стъклените опаковки пред другите опаковъчни материали като допринасящи за здравословния начин на живот. Едно от основните предимства на стъклото е, че то е инертно, т.е. не взаимодейства със съдържанието и не променя пивото, съхранявано в него.
Основен проблем с опаковките в България е липсата на депозитна система и нежеланието на търговските обекти да изкупуват празен стъклен и пластмасов амбалаж. Въвеждането на депозитната система обаче среща съпротива от организациите за разделно събиране, тъй като по този начин те ще загубят част от бизнеса си.

## Типове (стилове) бира
Не съществува единна система на класификация на отделните видове бира в цялото им разнообразие.
Мненията на различни европейски и американски автори се разминават по въпросите на класификацията.

### Според начина на ферментация
В САЩ и повечето европейски страни основната класификация на типовете бира е според начина на ферментация. Съгласно този критерий повечето видове бири се подразделят на типовете лагер и ейл.

#### Ейл
Ейл ферментира в горната част на контейнера и при по-високи температури (15 – 25 °C) с използване на дрожди (Saccharomyces cerevisiae) за висока ферментация. Различните видове ейл често имат плодов привкус и по-високо алкохолно съдържание и се отличава с по-силен аромат и по-висока плътност в сравнение с лагера.

#### Лагер
Ла́гер е най-разпространения в света тип бира – повече от 90 % от комерсиалните видове бира са лагер. При производството на лагер се използват дрожди (Saccharomyces uvarum или Saccharomyces carlsbergensis) за долна ферментация. Процесът протича при ниски температури – около 5 – 15 °C, след това за дълго време бирата се съхранява при температура от около 0 °C – през това време тя изсветлява и се насища с въглероден диоксид. Този процес се нарича отлежаване или лагеруване (от немски език). Като цяло процесът на ферментация е по-бавен, а бирата е по-лека, с по-малко аромати и задължително се консумира силно изстудена.

#### Ламбик
Ламбик е белгийска бира която се прави в района на Брюксел чрез спонтанна ферментация с диви дрожди, които виреят само там. Тази бира е изключително ароматна.

#### Хибридни и специални бири
- Хибридни бири – производството им е свързано с комбиниране на съставки и технологии, характерни за различни типове бира. тази група включва:
  - Хибридна амбър (кехлибарена) бира: Северногерманска алт бира, Дюселдорфска алт бира и Калифорнийска обикновена бира;
  - Хибридна светла бира: Крийм ейл, Блонд ейл, Кьолш, Американска пшенична бира и Американска ръжена бира
- Специални бири – към тази категория се отнасят необичайните по състав, технология и обединяващи белези видове бира, а също така и бирите с различни добавки и родствените на бирата напитки на основата на ферментация. В тази група попадат: Айс бира, Брауншвайгер Муме, Истински ейл, Келер бира, Коледна бира, Парна бира, Дампф бира, Пейл ейл, Плодова бира, Пушена бира, Раух бира, Латцен бира, Щике алт, Допелщике алт, Мюнстер алт, Цвикел бира, Цойгел бира, Щайн бира, Сахти, Радлер, Абатска бира, Трапистка бира, Био бира, Безалкохолна бира, Жива бира, Пшенична бира, Ръжена бира, Динкел бира (бира от спелта), Емер бира (бира от лимец).

### Според цвета
Класификацията на бирата по цвят е широко разпространена в Източна Европа и Русия, а също така и в някои западноевропейски страни като Испания. Различават се тъмно, светло, червено и бяло пиво (бира).
При производството на тъмна бира се използва препечен малц. Цвета на бирата се определя от степента на изпичане на малца и количеството тъмен малц, използван при варенето. Най-тъмните сортове малц не могат да се използват самостоятелно без светли сортове, тъй като при изпичането си губят ензими, необходими за озахаряване на течността.
Отчетлива съпоставка според цвят и способ на ферментация е невъзможна: пр. тъмната бира може да бъде както ейл, така и лагер.

### Според вида малц
Преобладаващия сорт бири в света се правят от ечемичен малц. В някои видове бира ечемичения малц частично се заменя с малц от други зърнени култури. В резултат на използването на такъв малц се получават съответно пшенична бира, ръжена бира, оризова бира, царевична бира (напр. тесгуино, хапосю)
Все по-често големите пивоварни заменят голям процент от малца с немалцована царевица, като по този начин намаляват качеството и цената на своя продукт.
Съществуват също така и екзотични напитки като така наречените бананова бира, млечна бира, плодова бира и билкова бира, но в болшинството случаи тези напитки от традиционна европейска гледна точка трудно могат да бъдат наречени бира.

## Пивоварна промишленост
Най-големите пазари на бира са Китай, САЩ, Германия, Русия и Бразилия. Страната с най-голяма употреба на този вид алкохол на глава от населението е Чехия (161,2 л на глава от населението през 2006 г.)
Съюзът на европейските производители на бира публикува изследване „The Brewers of Europe“ на 16 януари 2006 година със следната статистика за консумацията на бира на глава от населението в страните от Европа (в литри):
| 1.  | Чехия          | 161,2 |
| 2.  | Германия       | 115,8 |
| 3.  | Австрия        | 108,6 |
| 4.  | Ирландия       | 108,0 |
| 5.  | Великобритания | 100,8 |
| 6.  | Белгия         | 093,0 |
| 7.  | Финландия      | 084,0 |
| 8.  | Нидерландия    | 077,9 |
| 9.  | Полша          | 075,0 |
| 10. | Португалия     | 061,7 |
| 11. | Швейцария      | 057,3 |
| 12. | Норвегия       | 055,0 |
| 13. | Швеция         | 051,5 |
| 14. | Франция        | 033,4 |
| 15. | Дания          | 030,1 |

## Български пивоварни и марки
- Марки на Загорка АД (собственост на Heineken):
  - собствени: Ариана, Загорка и Столично;
  - лицензни: Амстел, Хайнекен, Старобърно, Десперадос, Кайзер
- Марки на Каменица АД (собственост на Molson Coors):
  - собствени: Каменица, Астика, Бургаско и Славена;
  - лицензни: Бекс, Старопрамен и Стела Артоа
- Марки на Карлсберг България АД (собственост на Carlsberg Group):
  - собствени: Шуменско и Пиринско;
  - лицензни: Карлсберг, Туборг, Будвайзер Будвар и Холстен
- Марки на „Болярка ВТ" АД:
  - собствени: Болярка, Балканско, Диана, Кингс и Швейк;
  - лицензни: Калтенберг
- Марки на „Ломско пиво" АД:
  - собствени: Алмус, Мизия, Шопско пиво, Дунавско пиво, Гредберг
- Марки на малки пивоварни и микропивоварни:
  - „Агрима" АД: Струмско пиво;
  - „Белинвест – Трявна" ООД: Люкс;
  - „Бургаска пивоварна“ ЕООД: Веритас.
  - „Бълборг" АД: Бълборг;
  - „Бритос" АД: Бритос;
  - „ГБ Крафт Брюъри“ ООД: Блек Пайн;
  - „Гларус Крафт Брюинг“: Гларус;
  - „Кохонес Брюъри“: Кохонес;
  - „Металхед пивоварна“ Бургас;
  - „Микроспектър" ООД: Галахър;
  - „Новарто Инвест“ ООД: Хилс;
  - „Пети океан" ООД: Пети океан;
  - „Пивоварна 359" ЕООД: Диво пиво;
  - „Сакара 2011" ЕООД: Jägerhof;
  - „Трима и двама“ ООД: Трима и двама;
  - „Тримекс – Сервиз" АД: Кметско пиво;